# Groupe de reconnaissance de division d'infanterie
Un groupe de reconnaissance de division d'infanterie ou GRDI, est un type d'unité de l'armée française, qui a existé au début de la Seconde Guerre mondiale. 

## Formation
Les Groupes de reconnaissance (GR) étaient formés par des escadrons issus des régiments de temps de paix, que la cavalerie détachait, au moment de mobilisation, auprès des divisions d'infanterie, pour assurer l'éclairage de celles-ci.

## Missions
Les missions des GRDI étaient :
- La recherche du renseignement
- La prise de contact avec l’ennemi
- La sûreté
- Le renforcement

## Numérotation
De 1 à 7

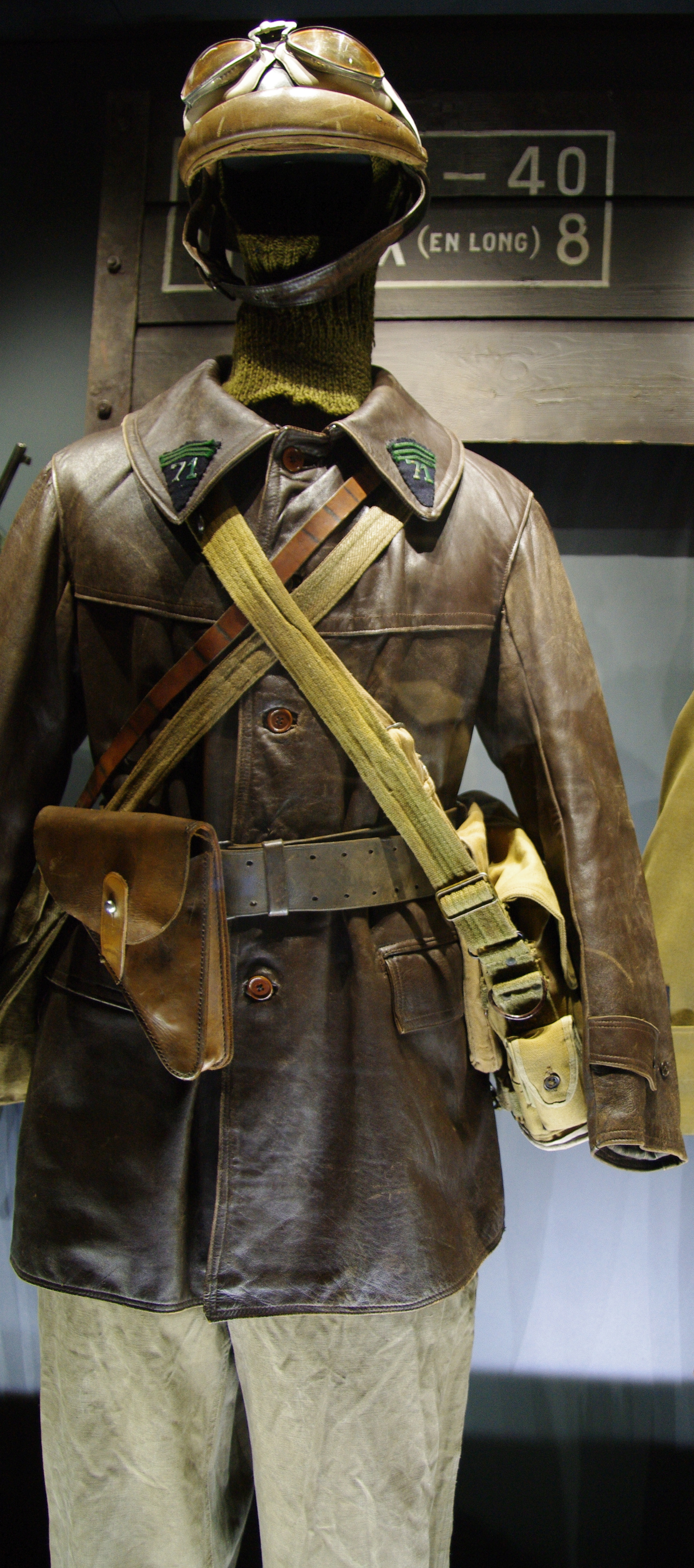
Tenue de motocycliste du 71e GRDI

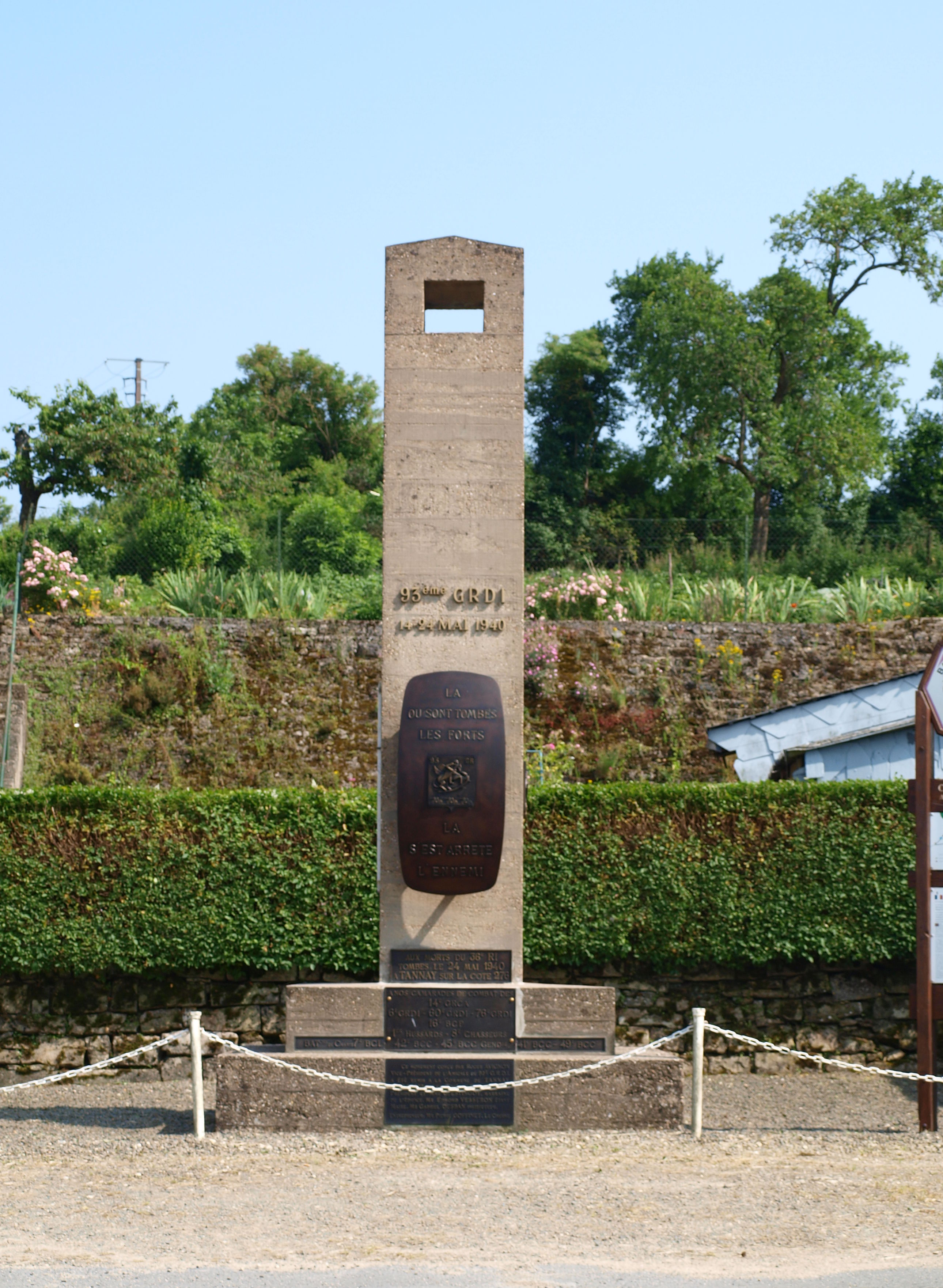
Tannay : Monument au 93e GRDI

- 7 GRDI du type motorisé, avec[1] ou sans[2] automitrailleuses, et rattachés aux divisions d’infanterie motorisée.

De 11 à 70
- 52 GRDI du type normal et affectés :
  - Au nombre de 35, 
    - de 11 à 46 aux divisions d’infanterie dites de Série A[3].

  - Au nombre de 17, 
    - de 51 à 70 aux divisions d’infanterie dites de Série B[4].

De 71 à 78
- 8 GRDI rattachés aux divisions d’infanterie coloniale

De 80 à 89
- 14 GRDI rattachés aux divisions d’infanterie d’Afrique ou marocaines[5]

De 91 à 98
- 8 GRDI rattachés aux divisions d’infanterie nord-africaines

De 121 à 129
- 9 GRDI rattachés aux divisions légère d’infanterie[6]

De 180 à 192
- 7 GRDI rattachés à des divisions d’infanterie au Levant ou des divisions d’infanterie d’Afrique[6]

## Composition

### Type motorisé avec automitrailleuses
5 GRDI
- 1 État-Major
  - 1 Peloton de commandement
  - 1 Escadron Hors-Rang
- 1 Groupe d'escadrons de Découverte
  - 1 État-Major de groupe
  - 1 Escadron d'automitrailleuses de découverte (AMD) composé de
    - 4 Pelotons de 3 AMD

  - 1 Escadrons de fusiliers à moto composé de
    - 4 pelotons de 2 groupes de combat
    - 1 Mortier de 60
- 1 Groupe d'escadrons de Reconnaissance
  - 1 État-Major de groupe
  - 1 Escadron d'automitrailleuses de reconnaissance (AMR) composé de
    - 4 Pelotons de 5 AMR

  - 1 Escadrons de fusiliers à moto composé de
    - 4 Pelotons de 2 groupes de combat
    - 1 Mortier de 60
- 1 Escadron de mitrailleurs-motocyclistes composé de 
  - 2 Pelotons de mitrailleuses
  - 2 Groupes de 2 canons de 25

L'effectif était de
- 42 officiers
- 126 sous-officiers
- 812 hommes de troupe

L'armement était composé de
- 32 Fusils mitrailleurs
- 8 Mitrailleuses
- 4 Canons de 25
- 2 Mortier de 60
- 32 Mitrailleuses sous blindage
- 12 Canons sous blindage

Les moyens de transports se composaient de
- 12 AMD
- 20 AMR
- 5 Voitures de commandement
- 36 Véhicules de liaison
- 38 Camionnettes
- 41 Camions,
- 253 Motos

### Type motorisé sans automitrailleuses
2 GRDI
- 1 État-Major
  - 1 Peloton de commandement
  - 1 Escadron Hors-Rang
- 2 Escadrons de fusiliers à moto composés chacun de
  - 4 pelotons de 2 groupes de combat
  - 1 mortier de 60
- 1 Escadron motorisé composé de
  - 2 pelotons de mitrailleuses moto
  - 2 groupes de 2 canons de 25

L'effectif était de
- 26 officiers
- 74 sous-officiers
- 547 hommes de troupe

L'armement était composé de
- 32 Fusils mitrailleurs
- 8 Mitrailleuses
- 4 Canons de 25
- 2 Mortier de 60

Les moyens de transports se composaient de
- 25 véhicules de liaison
- 89 camions, camionnettes
- 192 Motos

### Type normal
52 GRDI
- 1 État-Major
  - 1 Peloton de commandement
  - 1 Escadron Hors-Rang
- 1 Escadron de fusiliers à cheval composé de
  - 4 pelotons de 2 groupes de combat
  - 1 mortier de 60
  - 1 groupe de mitrailleuses, hippomobile
  - 1 groupe de 2 canons de 25, hippomobile
- 1 Escadron de fusiliers à moto composé de
  - 4 pelotons de 2 groupes de combat
  - 1 mortier de 60
- 1 Escadron motorisé composé de
  - 2 pelotons de mitrailleuses
  - 1 groupe de 2 canons de 25

L'effectif était de
- 28 officiers
- 63 sous-officiers
- 594 hommes de troupe

L'armement était composé de
- 24 Fusils mitrailleurs
- 10 Mitrailleuses
- 3 Mitrailleuses Antiaériennes
- 4 Canons de 25
- 2 Mortiers de 60

Les moyens de transports se composaient de
- 276 chevaux
- 67 camions, camionnettes et véhicules de liaison
- 99 Motos

### Type outre-mer
- 1 État-Major
  - 1 Peloton de commandement
  - 1 Escadron Hors-Rang
- 2 Escadrons à cheval
- 1 Groupe de mitrailleuses de bât
- 1 Peloton de mitrailleuses portées sur camionnettes
- 1 Groupe de canons de 25 anti-chars hippomobile